# Eunicella albicans
Eunicella albicans är en korallart som först beskrevs av Rudolf Albert von Kölliker 1865.  Eunicella albicans ingår i släktet Eunicella och familjen Gorgoniidae. Inga underarter finns listade i Catalogue of Life.